# Каррильо де Альборнос, Хосе
Хосе́ Франси́ско Карри́льо де Альбо́рнос-и-Монтье́ль Эскиве́ль-и-Гусма́н (исп. José Francisco Carrillo de Albornoz y Montiel Esquivel y Guzmán; 8 октября 1671 — 26 июня 1747) — испанский военный, 3-й граф де Монтемар и 1-й герцог де Монтемар, гранд Испании.

## Биография
Сын Франсиско Каррильо де Альборноса Эскивель и Гусмана, 2-го графа Монтемар, и его первой жены Леоноры де Монтьель и Сегура. В 1706 году стал комендантом Моратальи от Ордена Сантьяго и 2-м полковником полка кавалерии Монтесы, в следующем году был повышен до бригадира и унаследовал титул графа Монтемар. В 1710 году в качестве маршала участвовал в сражении при Вильявисьосе на стороне испанского короля Филиппа V.
В 1722—1725 годах дважды занимал пост генерал-капитана Каталонии. В 1726 году стал генерал-капитаном Коста-де-Гранада. 4 апреля 1731 года был назначен генерал-капитаном Королевской Армии и полковником Королевской Гвардии Испанской Пехоты, в 1732 году стал ещё и генеральным директором Кавалерии Испании.
В 1732 году ему было доверено командование экспедицией, завоевавшей Оран, после чего он стал рыцарем Ордена Золотого руна.
В 1734 году командовал испанскими войсками, завоевавшими Неаполитанское королевство для Карлоса (сына короля Филиппа V от второй жены), и 25 мая полностью разбил австрийцев в битве при Битонто, взяв тысячи пленных. За эти заслуги король Филипп V повысил титул графа Монтемар до герцогского, и произвёл его в гранды Испании. После того, как испанские войска захватили ещё и Сицилию, и Карлос был коронован также и как король Сицилии, то Альборнос был назначен вице-королём Сицилии.
В 1737—1741 годах был государственным секретарём по военным вопросам. После начала войны за австрийское наследство был поставлен во главе армии в Барселоне, однако в 1742 году был заменён графом де Гажем. Умер в Мадриде в 1747 году.

## Семья и дети
7 мая 1700 года женился на Исабель Франсиске де Антич-и-Антич, дочери Франсиско де Антич-и-Кальво, сеньора Монгая и Льоренс, и Теклы Антич. У них родилась дочь:
- Мария Магдалена Каррильо де Альборнос-и-Антич (1707—1790), которая 31 августа 1729 года вышла замуж за Хосе Лоренсо Давилу и Тельо де Гусмана, графа де Валермосо, генерал-лейтенанта Королевской Армии.